# PowerDVD
PowerDVD – odtwarzacz multimedialny dla systemów Microsoft Windows i Turbolinux.

## Obsługiwane formaty
- Formaty wideo: MPEG-1, MPEG-2, MPEG-2 HD, DVD-Video, MiniDVD, MPEG-4 ASP (także Xvid i DivX, zawiera DivX Pro), H.264/MPEG-4 AVC, QuickTime, RealMedia, 3GPP, Blu-ray Disc, AVCHD, WMV HD, DVD-VR, DVD+VR
- Formaty audio: DVD-Audio, WAV, MP3, MP2, AAC, LPCM, MLP, Dolby Digital 5.1, Dolby Digital EX, DTS 5.1, DTS NEO:6, DTS 96/24, DTS-ES